# Maserati Mexico
De Maserati Mexico is een auto van het Italiaanse automerk Maserati. De wagen was een vierzits coupé, geproduceerd tussen 1966 en 1972.

## Geschiedenis
Het eerste prototype van de Mexico werd in 1965 onthuld op de Salon van Turijn. De auto stond op de stand van Carrozzeria Vignale, het ontwerpbureau dat verantwoordelijk was voor het koetswerk van de auto. Het prototype had een chassis op basis van de Maserati Quattroporte I en een 4,9-liter V8. 
Het prototype werd zo enthousiast ontvangen dat ervoor gekozen werd de auto in productie te nemen. Nadat het prototype in 1965 werd verkocht aan een Mexicaanse klant ontstond de naam 'Mexico'. De wereldpremière van de Mexico vond plaats op het Concours International d'Elégance van Rimini in 1966. De auto ging hetzelfde jaar in productie.

## Techniek
De auto werd geleverd met twee motoren;
- Een 4,2-liter V8 met 260 pk en een topsnelheid van 230 km/h.
- Een 4,7-liter V8 met 290 pk en een topsnelheid van 250 km/h.

Daarnaast was er keuze uit een handgeschakelde of automatische versnellingsbak.